# Pias (Ferreira do Zêzere)
Pias est une ancienne freguesia portugaise située dans le District de Santarém.
Elle fusionne en 2013 avec Areias pour devenir la freguesia Areias e Pias, une partie de son territoire est absorbée par Águas Belas et Igreja Nova do Sobral,.